# Quelqu'un m'a dit
Albums de Carla Bruni
No Promises
(2007)
Singles
1. Quelqu'un m'a dit
2. Raphaël
3. Le Plus Beau du quartier
4. Tout le monde

Quelqu'un m'a dit est le premier album de la chanteuse franco-italienne et mannequin Carla Bruni. Produit et arrangé par Louis Bertignac, il est sorti en 2002.

## Histoire de l'album
Après avoir été top-model et actrice, Carla Bruni, née en 1967, et à l'approche de la trentaine, se voit auteure de chanson et propose avec succès notamment pour Julien Clerc et son album Si j'étais elle, dont Carla Bruni a écrit six des douze titres. Puis elle se lance dans la préparation d'un album interprétée directement par elle, avec, à la musique, un de ses amis, Louis Bertignac. Ceci donne cet album, Quelqu'un m'a dit, sorti en novembre 2002, qui, non seulement est un succès public mais reçoit un accueil favorable des critiques et vaut à Carla Bruni une Victoire de la musique en 2003, dans la catégorie «artiste féminine de l'année»,,,.
Pour le premier titre qui donne son nom à l'album, le texte a été écrit par Carla Bruni avec un de ses amis, le réalisateur Léos Carax : «On me dit que nos vies ne valent pas grand-chose, Qu'elles passent en un instant comme fanent les roses».  Carla Bruni indiquera à propos de ces paroles : «Je l'ai commencée à La Baule, triste et enrhumée. Dans le hall de l'hôtel, une personne m'a dit : "J'ai croisé Untel, il m'a dit qu'il t'aimait encore." C'est banal, mais ce genre de phrase peut redonner sens à la vie.». Le deuxième titre, Raphaël, évoque un ancien amant de Carla Bruni, Raphaël Enthoven : «Quatre consonnes et trois voyelles, c'est le prénom de Raphaël, je le murmure à mon oreille, et chaque lettre m'émerveille». Ils ont eu ensemble, un garçon, Aurélien.
Quelques années plus tard, Carla Bruni devient, à la surprise générale, l'épouse d'un président de la République française, Nicolas Sarkozy. En 2010, lors d'un voyage en Chine de Nicolas Sarkozy et Carla Bruni, la fanfare de l'armée populaire de libération de la Chine crée à son tour la surprise. Carla Bruni ayant chanté, en français, Tout le monde est une drôle de personne, cette fanfare joue ensuite un titre peu protocolaire, La noyée. Tout le monde est une drôle de personne et La noyée sont deux titres de cet album de 2002,.

## Titres
Toutes les chansons sont écrites et composées par Carla Bruni sauf indication.
| 1.    | Quelqu'un m'a dit                                                 | Carla Bruni, Leos Carax | 2:47 |
| 2.    | Raphaël                                                           |                         | 2:26 |
| 3.    | Tout le monde                                                     |                         | 3:17 |
| 4.    | La Noyée                                                          | Serge Gainsbourg        | 4:00 |
| 5.    | Le Toi du moi                                                     |                         | 3:21 |
| 6.    | Le Ciel dans une chambre (Titre original: Il cielo in una stanza) | Gino Paoli              | 4:49 |
| 7.    | J'en connais                                                      |                         | 2:35 |
| 8.    | Le Plus Beau du quartier                                          |                         | 3:30 |
| 9.    | Chanson triste                                                    |                         | 3:32 |
| 10.   | L'Excessive                                                       |                         | 3:04 |
| 11.   | L'Amour                                                           |                         | 3:06 |
| 12.   | La Dernière Minute                                                |                         | 1:03 |
| 37:30 |                                                                   |                         |      |